# Eastwell
Eastwell is een civil parish in het bestuurlijke gebied Ashford, in het Engelse graafschap Kent met 103 inwoners.

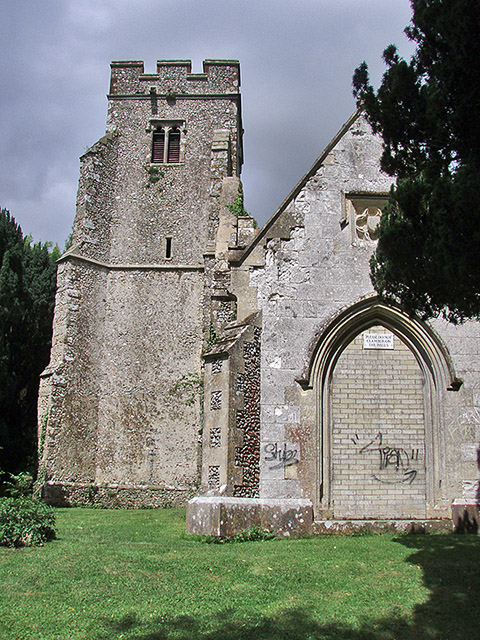
Kerk van St. Mary
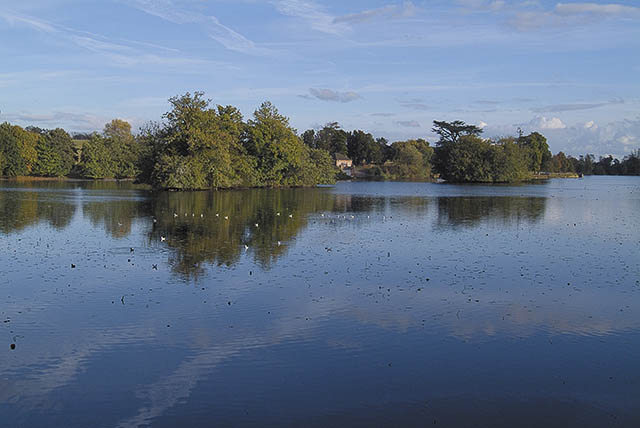
Uitzicht vanaf Eastwell Park Lane